# Călărași (gmina w okręgu Vaslui)
Călărași – gmina w Rumunii, w okręgu Dolj. Obejmuje miejscowości Călărași i Sărata. W 2011 roku liczyła 5977 mieszkańców.